# سيدي عزوز
سيدي عزوز هي قرية في إقليم سيدي قاسم ضمن جهة الغرب شراردة بني حسين بالغرب المغربي. كان مجموع عدد سكان جماعة سيدي عزوز 16.001 نسمة.(تعداد السكان الرسمي 2004)

## دواوير الجماعة
- دوار الحمنيين
- دوار الحلاحلة
- دوار اولاد حماد
- دوار اولاد حمدان
- دوار الدغوغيين
- دوار اولاد عثمان
- دوار اولاد حطي
- دوار الكامنة
- دوار اولاد شلح
- دوار اولاد صباح
- دوار اولاد تويجر
- دوار البريدية
- دوار اعزيب الشرادي